# NHK連続テレビ小説 べっぴんさん オリジナル・サウンドトラック Vol.2
『NHK連続テレビ小説 べっぴんさん オリジナル・サウンドトラック Vol.2』（エヌエイチケーれんぞくテレビしょうせつ べっぴんさん オリジナル・サウンドトラック ボリューム・ツー）は、世武裕子によるNHK制作・連続テレビ小説『べっぴんさん』のサウンドトラック。2017年2月22日にポニーキャニオンより発売された。

## リリース・音楽性
通常盤のみの1形態で発売。世武裕子が音楽を担当するNHK制作・連続テレビ小説『べっぴんさん』のサウンドトラックで、昨年リリースされた『NHK連続テレビ小説 べっぴんさん オリジナル・サウンドトラック Vol.1』に続く第2弾となっている。主題歌でもあるMr.Childrenの楽曲「ヒカリノアトリエ」を弦楽器などによりアレンジした「ヒカリノアトリエ Instrumental ver.」を含むドラマの劇伴を全30曲収録。
前作に続き、本作のアートディレクターは清川あさみが担当。ジャケットには『べっぴんさん』の主人公を務める芳根京子が登場している。

## 収録曲
- 全作曲・編曲：世武裕子（#30除く）

1. What a Beautiful World This Will Be! [3:10]
2. 時代をいくエース [2:44]
3. 夢見る近未来世界 [2:48]
4. キアリスの夢 [3:07]
5. ニューエイジ/時代の子供たち [3:17]
6. エール! [2:01]
7. 新生・すみれのテーマ [3:01]
8. 女子手芸部フォーエバー [2:34]
9. そのひぐらし [2:12]
10. 世界に羽ばたく男の定番「エース!」（劇中CM曲） [0:37]
11. プレイタイム [1:32]
12. 飽和/序章 [2:48]
13. 破裂/夢の終わり [2:30]
14. からっぽ [2:19]
15. 反発 [1:44]
16. 誰もが彷徨って [2:59]
17. 浮游 [1:44]
18. 昭和の怪物、己の正義 [1:38]
19. 心の故郷 [3:21]
20. 私の娘 [2:13]
21. 仲間たち [2:39]
22. これが恋というものでしょうか [2:27]
23. 想いのバトン [2:06]
24. 今年もさくらがきれいに咲いている [2:00]
25. 春風が運んできたもの [2:44]
26. 去るもの、生きるもの、全ての愛おしいもの [2:05]
27. まだ見ぬ子供たちへ [2:16]
28. キアリスソング [キアリス社・社歌] [1:13]
29. あなたは、わたしのべっぴんさん [3:11]
30. ヒカリノアトリエ Instrumental ver. [2:32]
  - 作曲：桜井和寿

Mr.Childrenの36thシングルのインストゥルメンタル・アレンジ・バージョン。
桜井は本楽曲のアレンジに感動し、2017年に発売されたMr.Childrenの37thシングル『himawari』のカップリング曲である「忙しい僕ら」のアレンジを世武に依頼した[2]。

## 参加ミュージシャン
- 世武裕子：Piano, Chorus & Programming
- 柏倉隆史：Drums
- 伊藤大地：Drums
- 鈴木正人：W. Bass
- 出羽良彰：E. Bass & Guitar
- 早川純：Bandneon
- 木ノ脇道元：Flute & Piccolo
- 岡北斗：Oboe
- 荒川文吉：Oboe
- 中ヒデヒト：Clarinet
- 武井俊樹：Fagotto
- エリック宮城：Trumpet
- 辻󠄀本憲一：Trumpet
- 中川英二郎：Trombone
- 平原智：Sax
- 日橋辰朗：Horn
- 山岸リオ：Horn
- 室屋光一郎ストリングス：Strings
- 室屋光一郎：Violin Solo
- 馬渕昌子：Viola Solo
- 堀沢真己：Cello Solo
- 一本茂樹：Contrabass Solo
- 赤池光治：Contrabass Solo